# Hotel Polesie
Hotel Polesie (ukr. Готель «Полісся») – budynek w opuszczonym mieście Prypeć na Ukrainie (miasto zostało dotknięte katastrofą w Czarnobylu). Hotel mający 6 kondygnacji został zbudowany w połowie lat 70., by przyjmować delegacje oraz gości odwiedzających elektrownię jądrową w Czarnobylu. Obecnie jest w częściowej ruinie. 
Hotel pojawił się w grach komputerowych z serii Call of Duty (Call of Duty 4: Modern Warfare, Call of Duty: Modern Warfare Remastered), Counter-Strike: Global Offensive oraz w grze S.T.A.L.K.E.R.: Cień Czarnobyla.

## Galeria

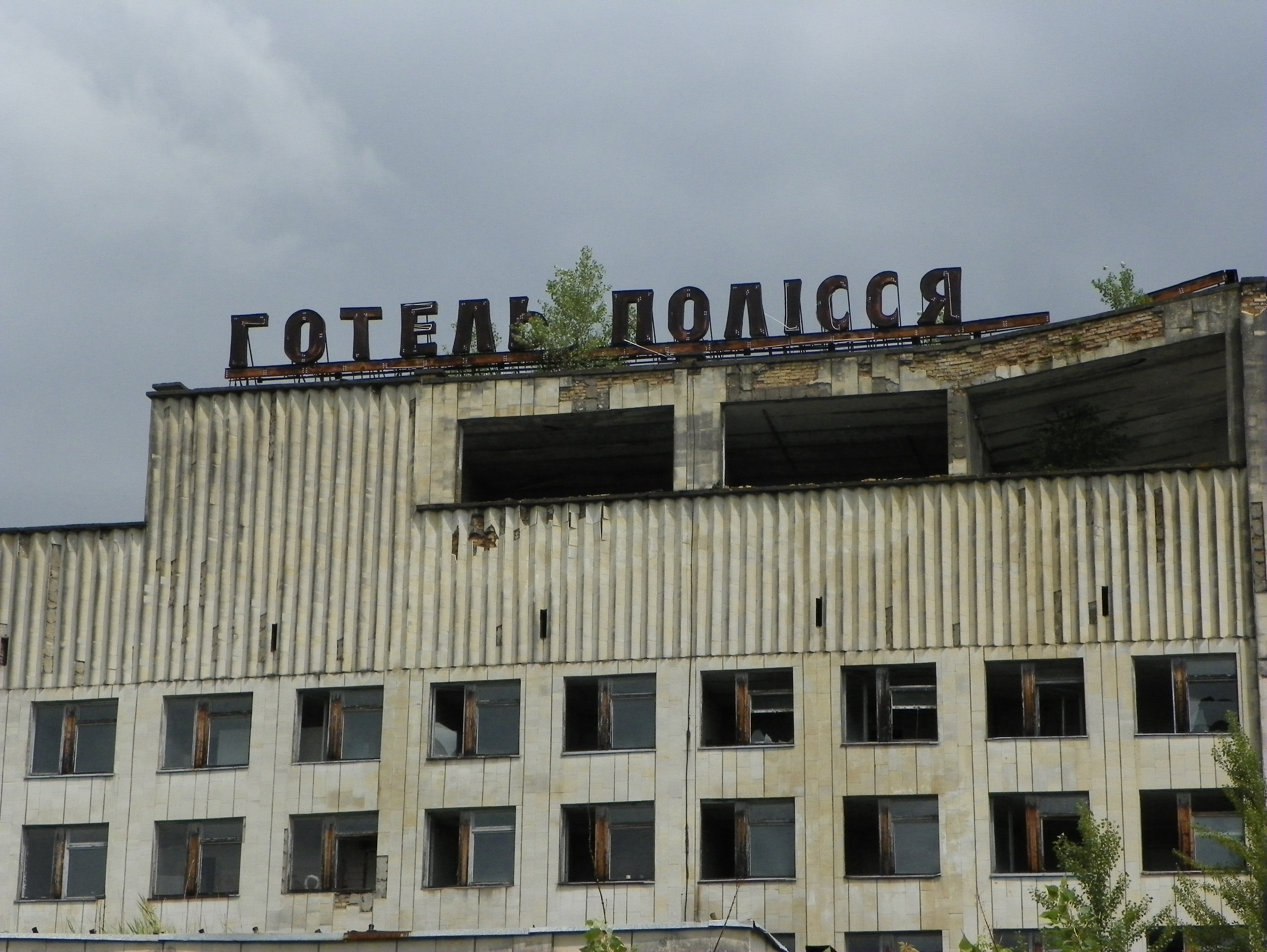
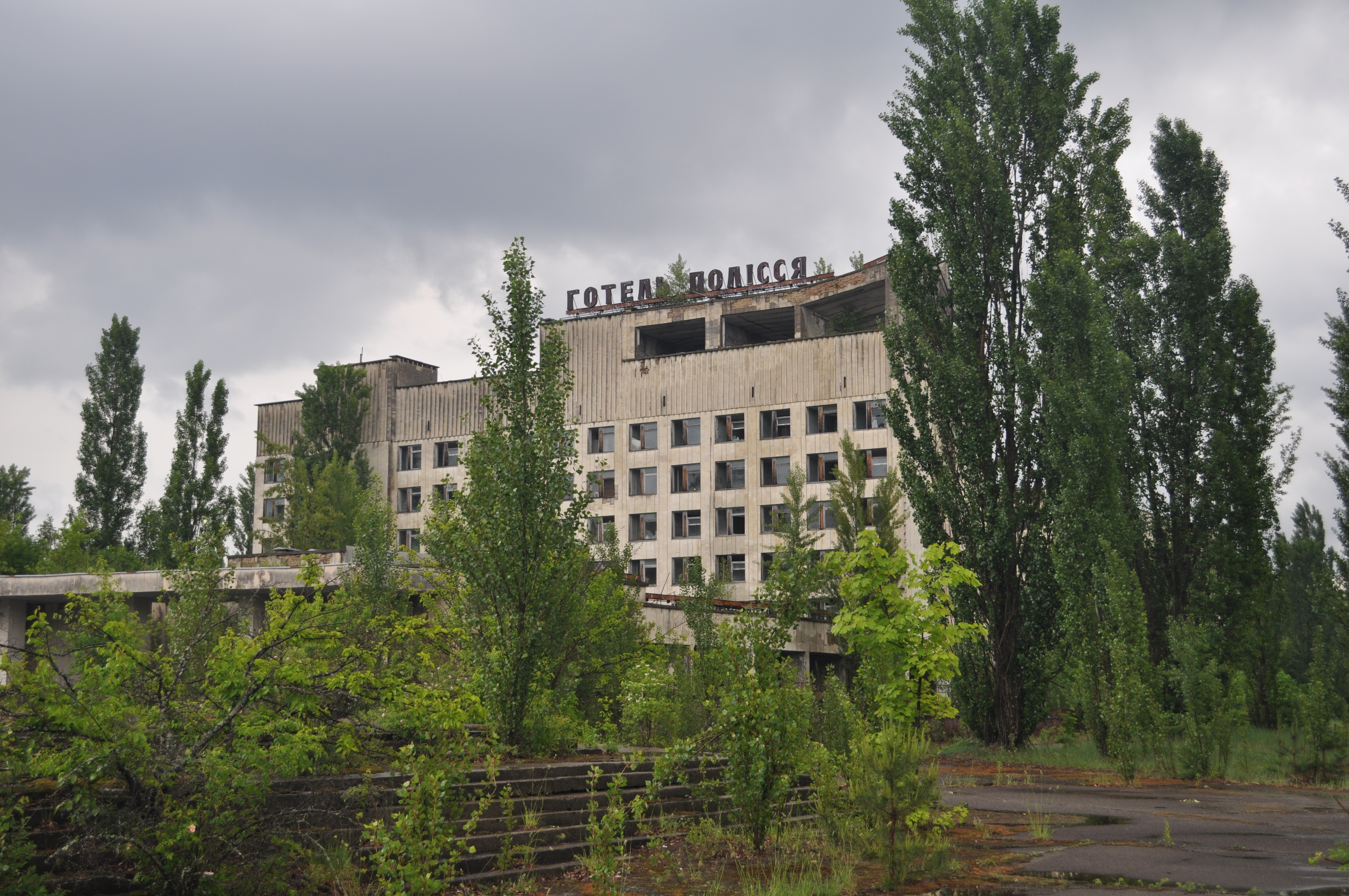
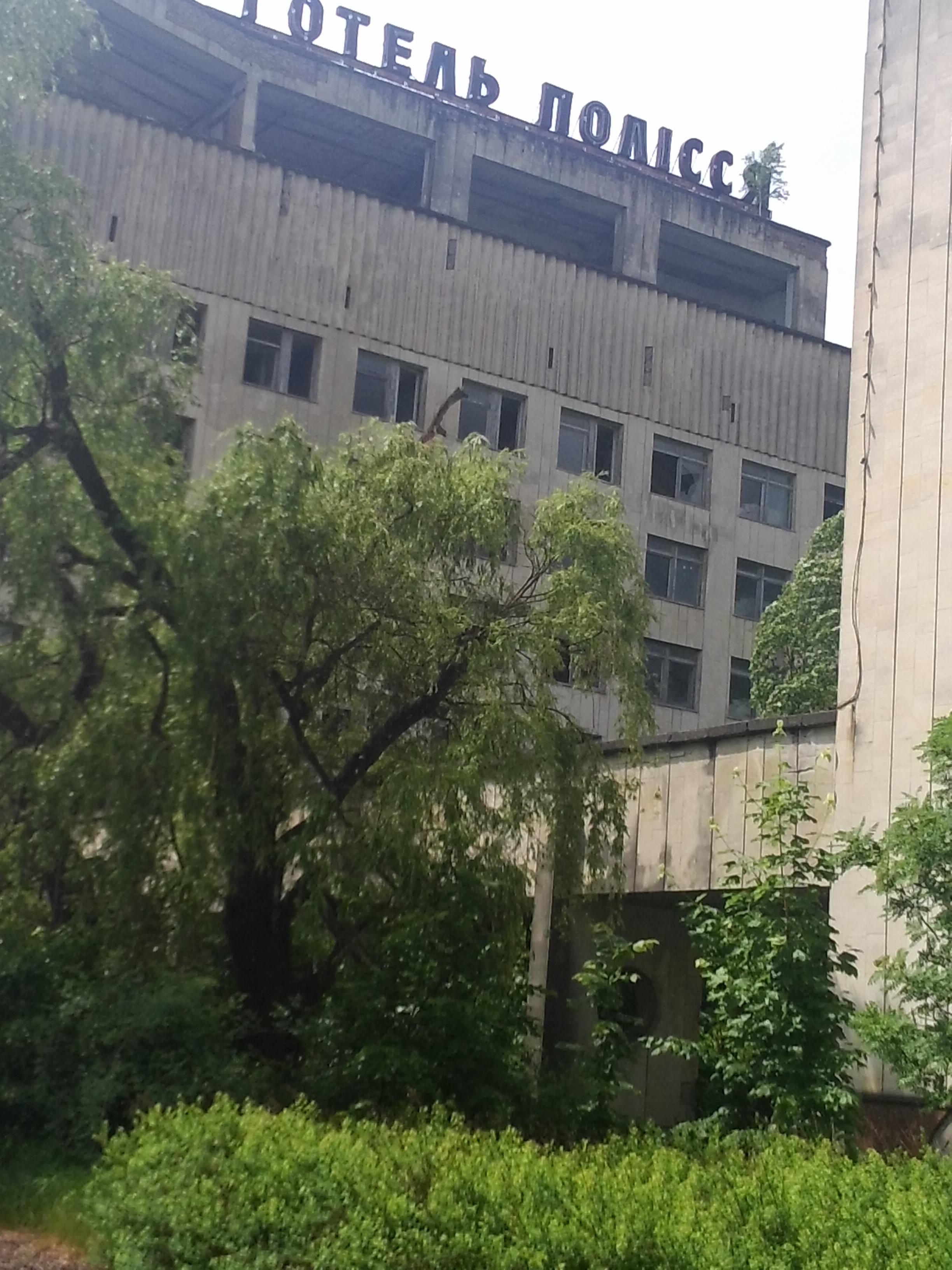
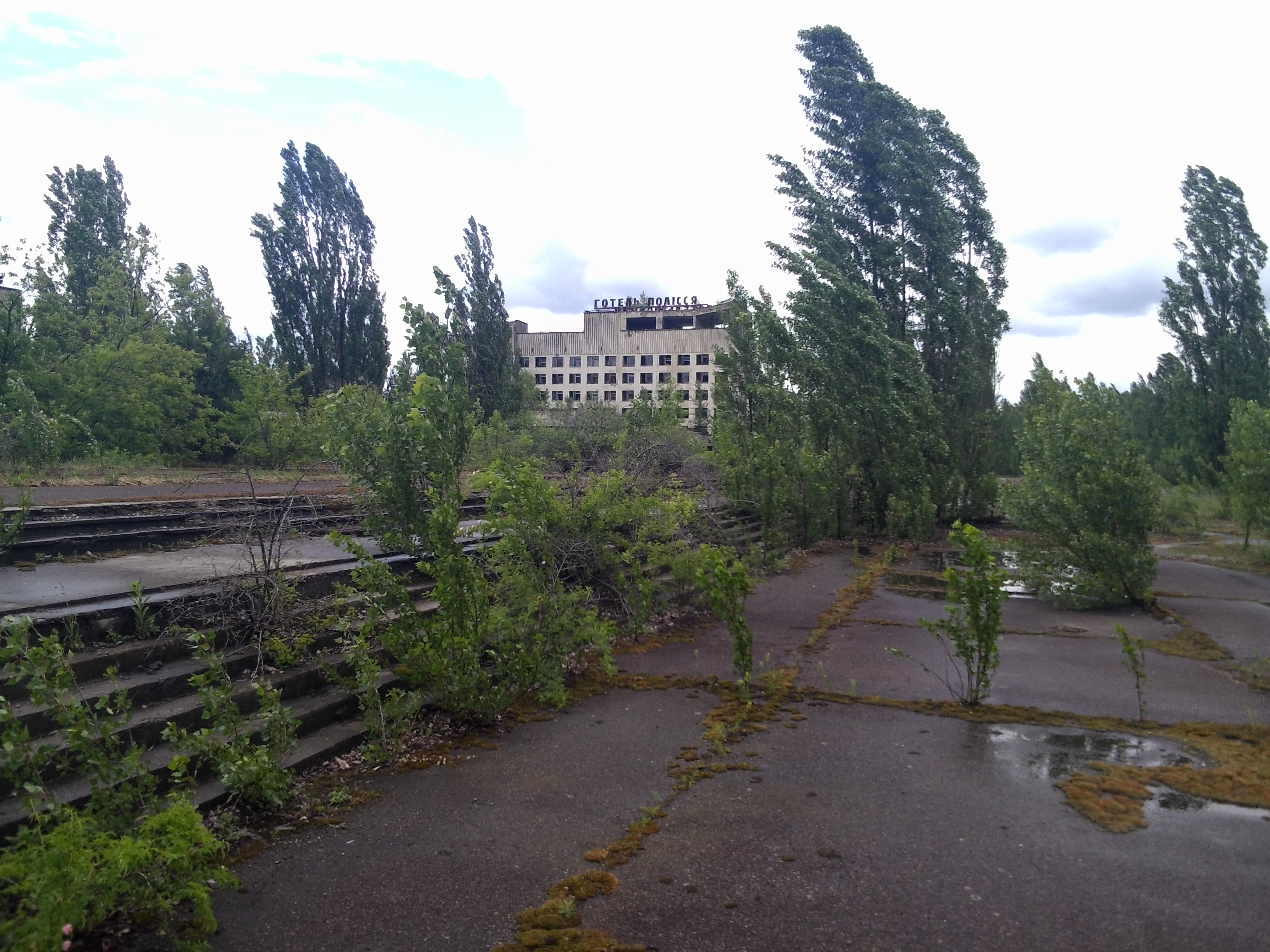
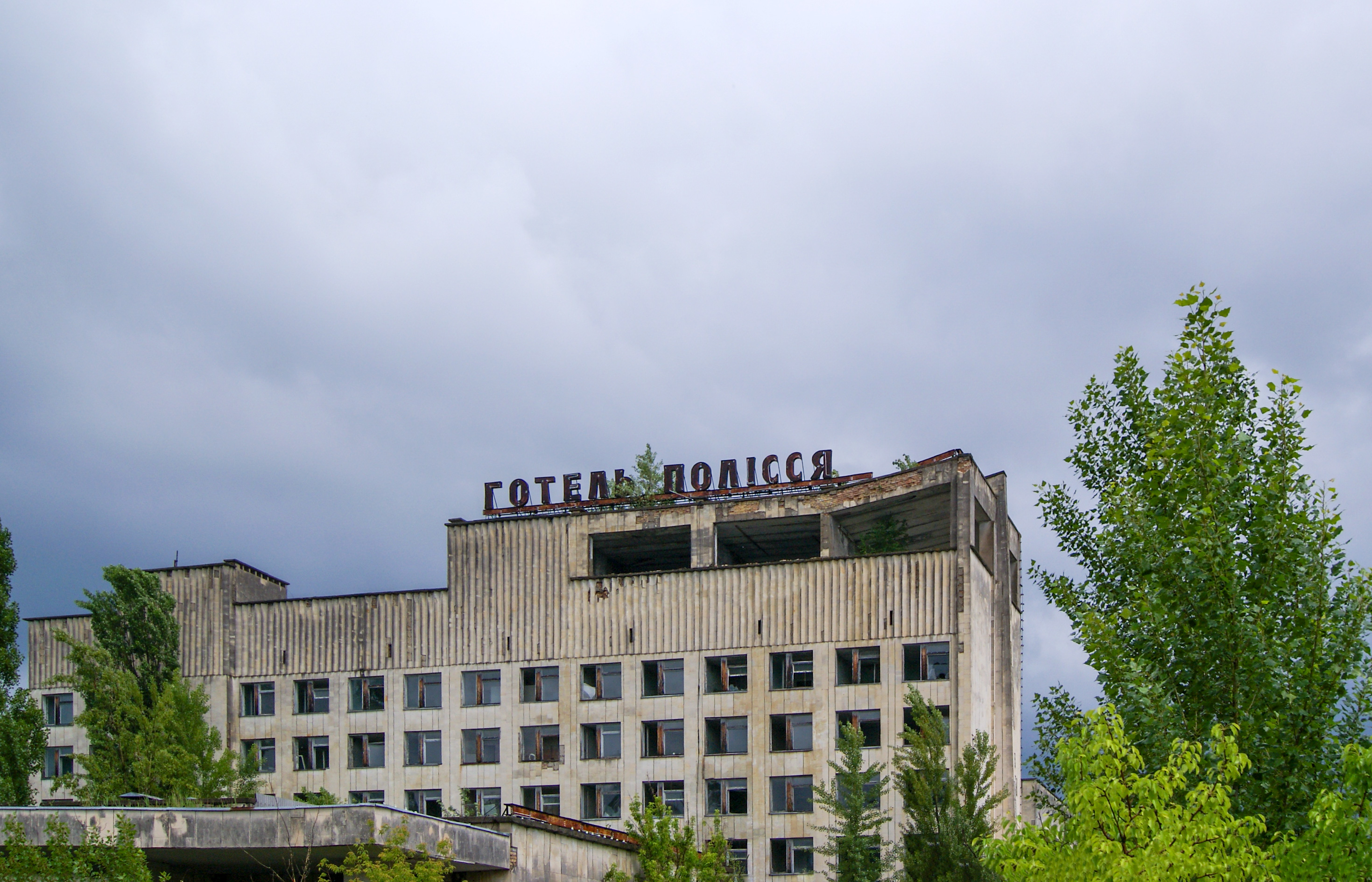
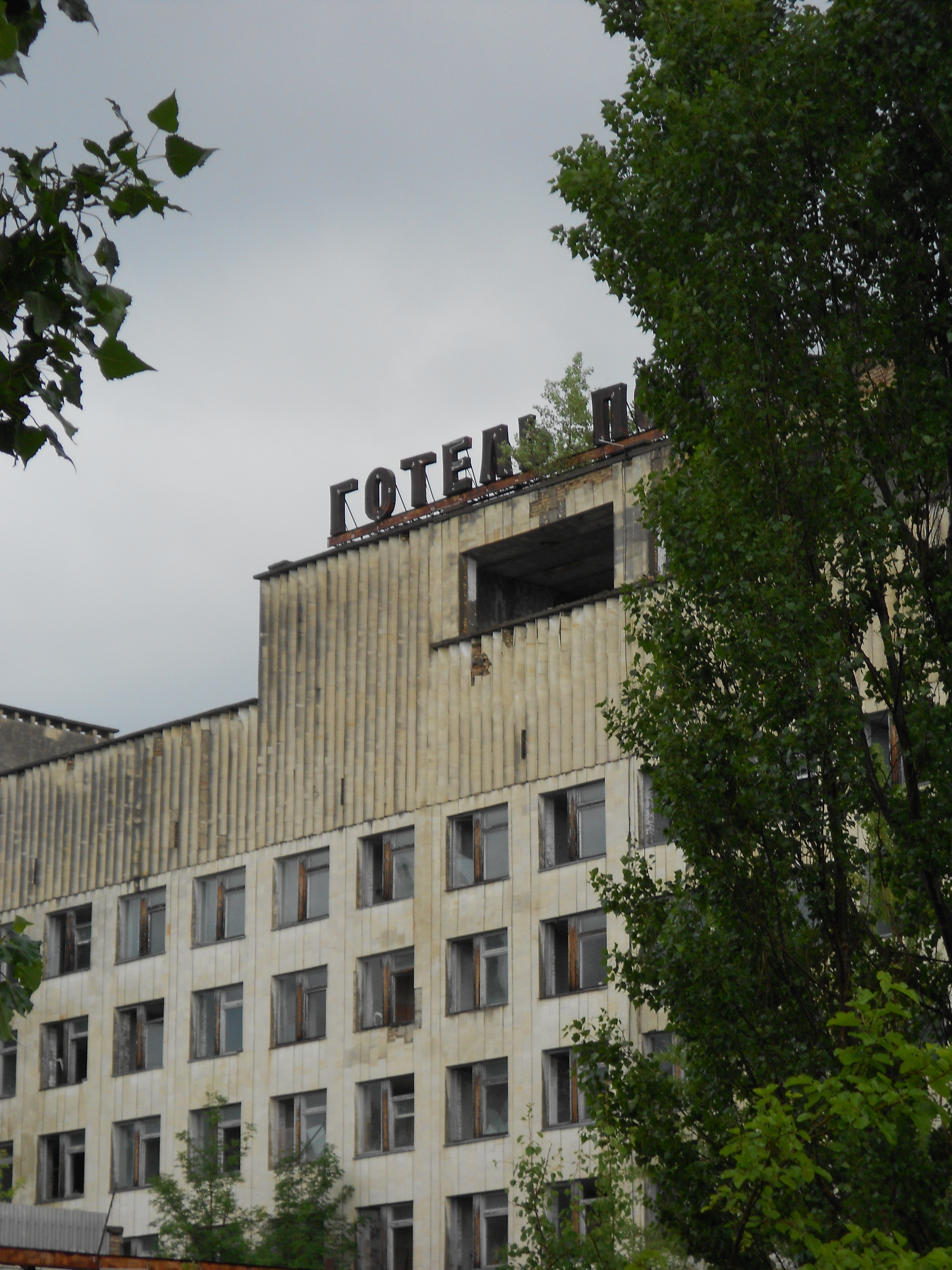